# Egidius Sadeler
Pour les articles homonymes, voir Sadeler.
Egidius Sadeler le Jeune, né avant 1568 à Anvers et mort en 1629 à Prague, est un graveur flamand de style maniériste et baroque.
Il est probablement le plus connu d'une dynastie célèbre de graveurs qui étaient aussi marchands d'estampes, parmi lesquels on compte ses oncles, Raphaël et Johan Sadeler.
Selon le dictionnaire Bouillet il « traitait avec un égal talent le portrait et le paysage : on l'a surnommé le Phénix de la gravure ». La majeure partie de sa carrière se déroule à Prague, où il reçoit de nombreuses commandes de l'empereur Rodolphe II.

## Biographie
Egidius Sadeler naît avant 1568 à Anvers. Fils de Emmanuel Saedeler van Welle (mort le 17 novembre 1580 de la peste), damasquineur, il a deux frères : Marcus I (mort en 1593) et Emmanuel II (mort en 1610), et est le neveu d'Egidius I, Johan I and Raphael I,.
À la fois autodidacte et apprenti de Jan, son cousin germain, Gilles se distingue en gravant de grands cuivres.
Tandis que sa famille s'établit en Allemagne, Egidius reste d'abord à Anvers avec probablement son frère aîné Marcus I. Il s'installe finalement à Francfort-sur-le-Main en 1597 avant d'aller à Munich en 1590, le premier de sa famille à s'y installer, rejoint plus tard par Johan et Raphael I.
En 1593-1594, il voyage à Rome et grave une Descente de Croix d'après le peintre Joseph Heintz l'Ancien originaire de Bâle et établi dans la ville éternelle ; il rencontre également Paul Bril, dont il grave des paysages. Il voyage dans différentes villes d'Italie en compagnie de Jan et sa famille : Vérone, Venise, où il fait des eaux-fortes d'après Jan Bruegel, Federico Barocci, Tintoret — dont il a gravé le Massacre des Innocents — et Titien — dont il a gravé les Douze Césars —, Bologne, Florence et Naples,.
En 1594, il se rend à Munich où il travaille en s'inspirant de la technique de Hendrik Goltzius ; il y reste trois ans. 
| |  |  |
| Dessin préparatoire à la gravure d'Egidius Sadeler avec l'effigie de l'empereur Rodolphe II par Hans von Aachen, Bibliothèque nationale de Pologne et l'empreinte par Sadeler de 1603, Metropolitan Museum of Art. |  |  |

Il s'installe à partir de 1597 à Prague, où il est nommé graveur impérial par l'empereur Rodolphe II et le reste auprès des deux empereurs suivants : Matthias Ier et Ferdinand II. Grâce à ses gravures de reproduction d'après Christoph Schwarz, Hans von Aachen et Bartholomeus Spranger, il contribue grandement à la diffusion du maniérisme « rudolfinien ».
Sadeler grave de nombreux portraits dont celui de son proche ami le médecin gemmologue de Rodolphe II, Anselme Boece de Boodt (1550-1632), ainsi que des paysages d'après Roelandt Savery et Pieter Stevens, tous deux travaillant également à Prague. En 1621, Sadeler devient membre de la guilde des peintres de Prague.
Il enseigne l'eau-forte et le burin à Joachim von Sandrart, qui explique que Sadeler abandonne la gravure dans les dernières années de sa vie en raison de problèmes de vue. Il serait passé à la peinture, mais on ne connaît aucune œuvre de sa main : on connaît plutôt de nombreux dessins signés et datés, principalement pour des gravures,. Selon le Rijksbureau voor Kunsthistorische Documentatie, les tableaux qui lui sont attribués sont probablement des copies peintes d'après ses gravures ou ses dessins.